# آیورث
آیورث (به انگلیسی: Eyeworth) یک روستا و محله مدنی در بریتانیا است که در Central Bedfordshire واقع شده‌است.